# Корабельная поисково-ударная группа
Корабельная поисково-ударная группа (сокращённо КПУГ) — временная тактическая группа из надводных боевых кораблей, предназначенных для совместного поиска подводных лодок вероятного противника в заданном районе океана с целью обнаружения и последующего уничтожения. Обычно состоит из 2—4 противолодочных кораблей специальной постройки (эскадренных миноносцев, фрегатов, сторожевых кораблей). Для повышения боевой устойчивости КПУГ в её состав могут включаться корабли с зенитным ракетным вооружением, а также ракетные корабли. Если в состав КПУГ включается авианосец, то она называется авианосной поисково-ударной группой (АПУГ).
Как правило, поиск  подводных лодок противника осуществляется корабельной поисково-ударной группой совместно с противолодочной авиацией (противолодочными самолётами и вертолётами) и противолодочными подводными лодками.

## История
Боевые надводные корабли стали впервые применять для поиска и уничтожения подводных лодок во время Первой мировой войны. Так в конце войны британский флот для борьбы с германскими подводными лодками в Северном море одновременно привлекал до 35 эскадренных миноносцев. Из-за несовершенства средств обнаружения и способов поиска подводных лодок результаты действий британских кораблей оказались низкими. 
Корабельные поисково-ударные группы впервые стали создаваться во время Второй мировой войны; они широко применялись флотами всех стран антигитлеровской коалиции, чему способствовало принятие на вооружение новых гидроакустических и радиолокационных средств обнаружения подводных лодок. Организация КПУГ как постоянно действующих тактических групп для борьбы с немецкими подводными лодками окончательно сложилась к середине 1943 года. С этого времени КПУГ успешно использовались до конца войны.